# Гідрогеологія Південно-Африканської Республіки
Гідрогеоло́гія Півде́нно-Африка́нської Респу́бліки
На території ПАР виділяють великі гідрогеологічні структури: на північному заході і північному сході — масиви докембрійських і нижньопалеозойських  кристалічних порід, в центрі країни – артезіанський басейн Карру і на півдні — гірські складчасті споруди Капських гір. У межах масивів найбільше значення мають горизонти ґрунтових вод, що залягають на глибині 10—50 м в зонах екзогенної тріщинуватості гранітів, ґнейсів, габро, залізистих кварцитів, вулканітів, карбонатних порід.
Водоносність строката, дебіти водозаборів в гранітах 0,6—0,9, в кристалічних сланцях 0,5—2,5, вулканітах — до 3—5 л/с.
Значні ресурси вод формуються також в тріщинуватих і закарстованих породах Доломітової серії протерозою в Трансваалі (витрати карстових джерел від декількох десятків до сотень л/с, дебіти свердловин до 10 л/с).
Води прісні, склад їх в гранітах і вулканітах НСО3- -Na+  або Na+ -Са2+ з високим вмістом SiO2 (до 20-60 мг/л) і F (до 5 -35 мг/л); в габро НСО3-  - Mg2+, в Доломітовій серії – НСО3- -Са2+. У межах басейну Карру основні ресурси вод пов'язані з алювієм великих річок (Оранжевої, Вааль, Куруман) і відкладами Карру.
Водоносність алювіальних піщано-галечникових відкладів висока, коефіцієнт фільтрації 2,1×10−3—3×10−4, рідше 0,9×10−4 м/с.
Дебіти водозаборів до 10—25 л/с, в зоні аридного клімату до 0,1—7,0 л/с.
Води алювію в основному прісні, на півночі мінералізація підвищується до 3—5 г/л. У відкладах системи Карру підземні води пов'язані з тріщинуватими відмінами пісковиків, конґломератів, тилітів. Водоносність невисока (до 20—30% свердловин безводні). Коефіцієнт фільтрації 1×10−4-10−5 м/с, водопровідність 5×10−3-2×10−4 м²/с. Води слабконапірні, розкриваються на глибині 20—40 м, сталий рівень 5—10 м.
Витрати свердловин від 0,5—2,0 до 10—20 л/с.
Мінералізація води 0,3—0,5 г/л, склад НСО3- -Na+ -Са2+ і Mg2+. На північному і північному заході країни мікронизинах рельєфу (пени) в умовах аридного клімату формуються солончаки, мінералізація вод зростає до 50—100 г/л. У глибоких горизонтах розрізу розвинені термомінеральні води високої концентрації азотно-метанові і метанові.
У зонах тектонічних порушень відомі виходи численних азотних терм з температурою 24—80ºС, мінералізація вод 0,3—1,3 г/л, склад NCO3- -Na+, НСО3- CI- -Na+ або Na+ -Са2+. На базі мінеральних джерел діють великі курорти (Натал-Спа, Вармбад, Флорисбад та інші). У Капських горах основні водоносні горизонти приурочені до порід Доломітової серії і пісковиків Капської системи палеозою. Дебіти свердловин 1,2—2,5 л/с, в зонах порушень або закарстованості порід до 5—10 л/с (джерел 10—50 л/с). Мінералізація води 0,15—0,3 г/л, склад НСО3- -Са2+ -Mg2+. Найперспективніші для водопостачання горизонти Доломітової серії, запаси вод в якій оцінені в 109 м³.